# Primeira Viagem de Colombo

Reconstrução do itinerário do primeiro das quatro viagens que Colombo realizou à América, baseado nas datas do diário que lhe é atribuído.

A primeira viagem de Cristóvão Colombo ou Viagem do Descobrimento, foi uma expedição marítima capitaneada por Cristóvão Colombo a serviço dos reis Isabel de Castela e Fernando de Aragão, que partiu em 3 de agosto de 1492 do porto de Palos de la Frontera e se considera o ponto inicial da conquista da América. Participaram três embarcações: a caravela Pinta, a caravela Niña e a nau Santa Maria, ao comando de Martín Alonso Pinzón, Vicente Yáñez Pinzón e Juan de la Cosa, respectivamente. Segundo a versão de Bartolomé de las Casas, que é mais aceita pelos historiadores, os navios partiram de Palos em 3 de agosto de 1492 e se dirigiram às Ilhas Canárias, de onde se teve que fixar o timão da Pinta.
Em 16 de setembro, as embarcações alcançaram o mar dos Sargaços e em 12 de outubro chegaram à ilha de Guanahani. Colombo seguiu com seu périplo pelo Caribe, chegando a Cuba em 28 de outubro e à Ilha de São Domingos em 6 de dezembro. Em 24 de dezembro a Santa Maria encalha nas costas de São Domingos e com seus restos se instala a Fortaleza de La Navidad. A expedição compromete-se com o regresso em 16 e janeiro de 1493 e uns dias mais tarde uma tempestade separa os navios. A Pinta, ao comando de Pinzón, chega a Baiona no final de fevereiro e anuncia aos Reis Católicos o descobrimento. Entretanto, a Ninã, na qual Colombo viaja, faz escala em 17 de fevereiro na ilha portuguesa de Santa Maria, nos Açores. Em 4 de março, o navio atraca em Lisboa, depois de 7 meses e 12 dias de viagem. Onze dias depois, Colombo regressa ao porto de Palos e, no mês seguinte, é recebido em Badalona pelos Reis.